# Ґвамі
Ґвамі (італ. Guami) — родина італійських музикантів, що походить з Ґвамо у Капаннорі, росташованого в шести км від Лукки.

## Джозеффо Ґвамі
Джозеффо (Джузеппе) Ґвамі (1542 — кінець 1611 або перші дні 1512) — італійський композитор пізнього Відродження., представник Венеціанської школи, органіст, співак. Був плідним автором мадригалів та інструментальної музики, вважався одним з найбільших італійських органістів кінця XVI століття. Один з головних вчителів Адріано Банк'єрі.
Найвідоміший претставник родини.
Докладно див. Джозеффо Ґвамі.

## Франческо Ґвамі
Франче́ско Ґва́мі (італ. Francesco Guami) (Лукка, хрещення 10 лютого 1543 — Лукка, 30 січня 1602) — італійський пізньоренесансовий композитор та тромбоніст.
Брат Джозеффо.
Докладно див. Франческо Ґвамі.

## Доменіко Ґвамі
Доме́ніко Ґв̀̀амі (італ. Domenico Guami) (Лукка, хрещення 8 грудня 1583 — Лукка, 2 червня 1631)   — італійський композитор пізнього Відродження, органіст, кантор. Старший син композитора та органіста Джозеффо Ґвамі.
Народився у Луцці у Джузеппе та Ортензії Бодіні, і був там хрещений 8 грудня 1583. Здогадно вчився у батька. З 1600 року органіст при лукському соборі Сан Мартіно.
Решта біографічних даних мізерна. Нерічі говорить про нього: «священик, композитор, чудовий кантор та прекрасний органіст», Часто погоджувався заступати за органом батька Джузеппе та братів Вінченцо та Валеріо.
Про Доменіко, як і про Вінченцо, з захопленням говорить Адріано Банк'єрі у своєму трактаті Conclusioni del suono dell'organo (Висновки з гри на органі або Про гру на органі) (Болонья 1609), вказуючи, що вони у молодому віці приводили у захват тих, хто мав нагоду почути їх.
Твори, що добулися наших часів:
- Мотет на 6 голосів Positis autem — входив до збірки Sacrarum cantionum Джозеффо Ґвамі; зберігається У Туринській національній бібліотеці
- мотет Tristis est anima mea, включений до Responsoria Hebdomadae Sanctae… in octo vocum concentum (Венеція 1612); зберігається у бібліотеці Міського бібліографічного музичного Музею Болоньї[it]

## Вінченцо Ґвамі
Вінченцо Ґвамі (італ. Vincenzo Guami) (Лукка, хрещення 5 липня 1585 — Лукка, 1615) — італійський композитор та органіст. Брат Доменіко.
Перше свідоцтво про його артистичну діяльність сягає 1608, рік, коли його перший мотет на 8 голосів Congratulamini mihi був опублікований у Sacrarum cantionum батька Джузеппе. Наступна згадка про нього відноситься до 20 січня 1612, день, коли його було запрошено заступити батька на посаді органіста луккського собору Сан Мартіно. Оскільки він був відсутній у рідному місті, його заступив брат Доменіко. Коли Вінченцо фактично обійняв цю посаду, невідомо; згідно з деякими джерелами, у 1613 він був органістом при дворі ерцгерцога Альберта, суверена південних Нижніх Країн), у Антверпені; зрештою, його присутність у Луцці не зафіксована раніше 1614.
Згідно з Ріманном (Riemann), перед призначенням 1612, Вінченцо виконував обов'язки органіста при дворі того ж Альберта у Брюселі; звістка приводиться також Frotscher-ом, який, говорячи про Джироламо Фрескобальді, який перебував там у 1607-08, зазначає, що саме у бельгійському місті останній познайомився з луккезьким музикантом.

## Валеріо Ґвамі
Вал'еріо Ґв'амі (італ. Valerio Guami) (Лукка, хрещення 14 квітня 1587 — Лукка, 4 вересня 1649)   — [ — італійський композитор та органіст. Брат Доменіко та Вінченцо.
Перші згадки про його діяльність сягають 16 січня 1615, день, коли він заступив свого брата Вінченцо на посаді органіста собору Сан Мартіно. У подальшому, 15 вересня 1635, був обраний управителем у капелі Синьйорії Лукки, посада, що він її обіймав до смерті.
Наших часів добулися наступні його твори:
- Iubilate Deo ed Ecce vidimus eum, мотети видані у збірках Sacrarum cantionum батька Джозеффо та Responsoria Hebdomadae Sanctae Арджілліано Руджеро ді Ґарфаньяна
- Virgo gloriosa (Славетна Діва), для чотирьох тенорів, у Sacri affetti contesti da diversi eccelentissimi autori (Священні почуття, сплетені різними найвидатнішими авторами), Франческо Саммаруко Римлянина(Рим 1625)

Однак його значущисть передусім пов'язана з двома сьогодні втраченими творами 1636, що позначили у Луцці початок двох важливих музичних жанрів:
ораторія Cristo alla colonna, для церкви Санта Марія Кортеорландіні та музика для торбинок («tasche» — кишені, гаманці, мторбинки), тобто композиції для виконання на виборах службовців Луккскої республіки.